# Mitleid
Mitleid ist die Anteilnahme an negativ erlebten Gefühlsqualitäten wie Schmerz und Leid anderer Mitmenschen.(a) Das Mitleid kann sich auch allgemein auf die Ehrfurcht vor der Kreatur und dem Leben beziehen und umfasst dann auch das ganze (belebte) Universum. Mitleid unterscheidet sich vom Mitgefühl, das sowohl positive Qualitäten wie Liebe und Füreinandersein sowie negative Qualitäten in gleicher Weise umfasst.(b) 
Als deutsches Wort stellt „Mitleid“ ein Übersetzungslehnwort dar, das von lateinisch ›compassio‹ abgeleitet ist. Dieses wiederum geht auf das altgriechische Wort ›παθεῖν‹ (pathein) „fühlen“ und „leiden“ zurück. Hieraus ist der deutsche Begriff der Sympathie entstanden.
Das Phänomen des Mitfühlens bezieht sich auf eine seelische Korrelation in einer Gemeinschaft. Es kann sich dabei sowohl um eine Gemeinschaft von Organen im biologischen Sinne des Organismus handeln oder im übertragenen Sinn auf die menschliche Gesellschaft im Sinne einer organischen oder organisierten Gemeinschaft. Schon in der Antike war der Begriff der Sympathie in der Medizin geläufig.

## Heutiges christlich-traditionell geprägtes Verständnis
Mitleid ist ein zentraler Begriff der christlichen Tradition und als deutsches Wort auch ein Synonym von lateinisch misericordia, welches sich erst im 17. Jhd. im Rahmen der Bibelübersetzungen durchsetzte.
In der abendländischen Tradition wird Mitleid im Kontext von Moral und Ethik, des christlichen Menschenbildes, der Psychologie oder auch als Wert der abendländischen Kultur behandelt und häufig als positive Eigenschaft oder Tugend desjenigen verstanden, der aus Mitleid hilfeleistend handelt. Es lassen sich zwei Grundformen des Mitleids unterscheiden:
1. Entweder ist es pathologisch, d. h. wir sind nur leiblich betroffen, wir bleiben passiv (lat. ›compassio‹) und das Mitleid verharrt im bloßen Gefühl. Das Mitleid und das Schmerzgefühl kann uns allerdings auch unmittelbar zum aktiv helfenden Handeln motivieren. In diesem Falle weiß die „Linke nicht, was die Rechte tut“ (Mt 6:3).
2. Alternativ dazu kann das Mitleid auch durch die Vernunft geleitet sein (Lk 10:27). Hierbei können jedoch auch störende Einflüsse im Sinne des Ressentiments eine Rolle spielen.[4][1](c)

Eine wesentliche Frage besteht darin, ob es sich beim Mitleid um ein angeborenes Gefühl handelt und es insofern zur menschlichen Natur gehört, oder ob dieses Gefühl kulturell bedingt ist und wie beides zusammenhängt. An der Beantwortung dieser Frage entscheidet sich, ob das Mitleid als eine eher biologisch bedingte Emotion betrachtet wird oder vielmehr als eine kulturelle Einstellung bzw. Haltung. Bedingung des Mitleids ist die Nähe, d. h. faktisches Mitleid kann sich immer nur auf anschaulich gegebenes Leid beziehen. Da Menschen nicht nur für andere Menschen Mitleid empfinden können, sondern auch Mitleid für Tiere haben, spielt es in der Tierethik eine besondere Rolle. Mitleid wird zudem häufig im weiteren Rahmen von Mitgefühlen (z. B. Empathie usw.) diskutiert. Mitleid als episodisches (vorübergehendes) Gefühl ist auch Gegenstand der Literatur und Literaturtheorie.

## Kulturgeschichte

### Antike
In der Antike erscheint Mitleid als Gegenstand der Literatur erstmals in der Ilias von Homer, wenn Achill von seinem Zorn lässt und dem Priamos auf dessen Bitte den Leichnam seines Sohnes Hektor übergibt. Aristoteles, der den ersten Versuch unternahm, das Mitleid zu definieren, und der es zu den Affekten zählt, bestimmte es wie folgt:

„Mitleid sei definiert als eine Art Schmerz über ein anscheinend leidbringendes Übel, das jemanden trifft, der es nicht verdient, ein Übel, das erwartungsgemäß auch uns selbst oder einen der Unsrigen treffen könnte […] Denn es ist klar, dass derjenige, der Mitleid empfinden soll, gerade in einer solchen Verfassung sein muss, dass er glaube, er selbst oder einer der Seinen würde ein Übel erleiden […]. Ferner haben wir Mitleid mit denen, die uns bezüglich Alter, Charakter, Gewohnheiten, sozialer Stellung und Herkunft ähnlich sind […].“

Zentrale Voraussetzung, um Mitleid zu empfinden, ist nach Aristoteles also eine zumindest partielle Identifikation mit demjenigen, mit dem man Mitleid empfindet.
In seiner Poetik nennt Aristoteles den Affekt des Mitleids innerhalb seiner dort entwickelten Katharsiskonzeption: Die Tragödie soll beim Zuschauer eine Katharsis (d. h. Reinigung) von den Affekten eleos und phobos bewirken. Diese wirkungsästhetische Bestimmung wird vor allem durch Lessings tragödientheoretische Rezeption im 18. Jhd. bedeutsam (siehe unten), in der Lessing eleos und phobos mit Mitleid und Furcht übersetzt. Ob diese Übersetzung allerdings dem Griechischen entspricht, ist fraglich. M. Fuhrmann bezeichnet sie in seiner Übersetzung der Aristotelischen Poetik gar als falsch und irreführend: Das Wort eleos ließe sich besser mit „Jammer“ oder „Rührung“ übersetzen, denn es bezeichne stets einen heftigen, physisch sich äußernden Affekt und sei oft mit den Ausdrücken für Klagen, Zetern und Wehgeschrei verbunden gewesen.
In der stoischen Philosophie wurde das Mitleid dagegen explizit abgelehnt. Ihr Ziel war die Apatheia, die Freiheit von allen Affekten. Der stoische Weise steht seinem eigenen etwaigen Unglück ebenso emotionslos und gelassen gegenüber wie fremdem Leid. Dies schloss aber Hilfsbereitschaft und Mildtätigkeit keineswegs aus. Der Philosoph Seneca (ca. 1–65) schrieb in der Kaiser Nero gewidmeten Mahnschrift De Clementia (Über die Milde):

„Der Weise […] fühlt kein Mitleid, weil dies ohne Leiden der Seele nicht geschehen kann. Alles andere, das meiner Ansicht nach die Mitleidigen tun sollten, wird er gern und hochgemut tun: zu Hilfe kommen wird er fremden Tränen, aber sich ihnen nicht anschließen; reichen wird er die Hand dem Schiffbrüchigen, […] dem Armen eine Spende geben, aber nicht eine erniedrigende, wie sie der größere Teil der Menschen, die mitleidig erscheinen wollen, hinwirft und damit die verachtet, denen er hilft.“

### Mittelalter

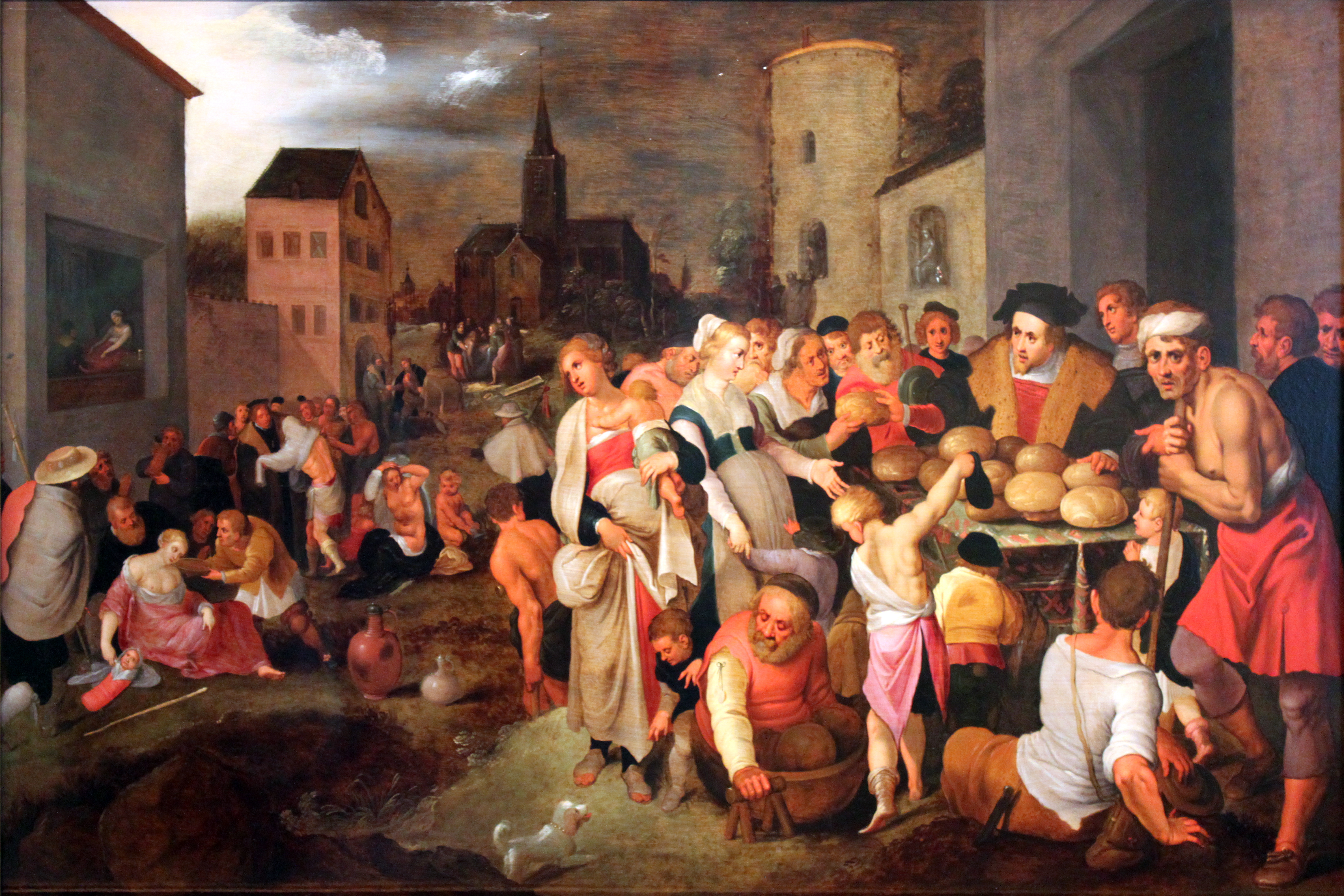
Frans II Francken: Die Sieben Werke der Barmherzigkeit, 1605, Deutsches Historisches Museum Berlin

Im Christentum ist Mitleid die Voraussetzung für Barmherzigkeit (Misericordia) und damit wesentlicher Bestandteil tätiger Nächstenliebe. Barmherzigkeit gilt als existenzielle, innere Betroffenheit des Menschen und besteht vor allem im gütigen Handeln, das mehr ist als bloßes Gefühl des Mitleidens. Deshalb waren das Mitleid und die Werke der Barmherzigkeit in der Geschichte des Christentums ein wichtiges Thema in Literatur und Kunst. Vor dem Hintergrund der humanistischen Rhetorikrezeption waren die Bilder der Barmherzigkeit seit dem 16. Jahrhundert szenisch und narrativ geprägt, um die Betrachter vom Wert des Almosengebens zu überzeugen.
Bereits Lactantius schätzt den Affekt des Mitleids positiv ein: Der Religion entsprechend sei „misericordia vel humanitas“ die zweite Pflicht, wozu der Mensch nur durch den „adfectus misericordiae“ angeregt werde. Mitleid ist der Affekt, „worin die Vernunft des menschlichen Lebens fast ganz enthalten ist“ und „ist allein dem Menschen gegeben, um unserer Armseligkeit durch wechselseitige Unterstützung aufzuhelfen; wer es aufhebt, macht unser Leben zu dem der Tiere.“

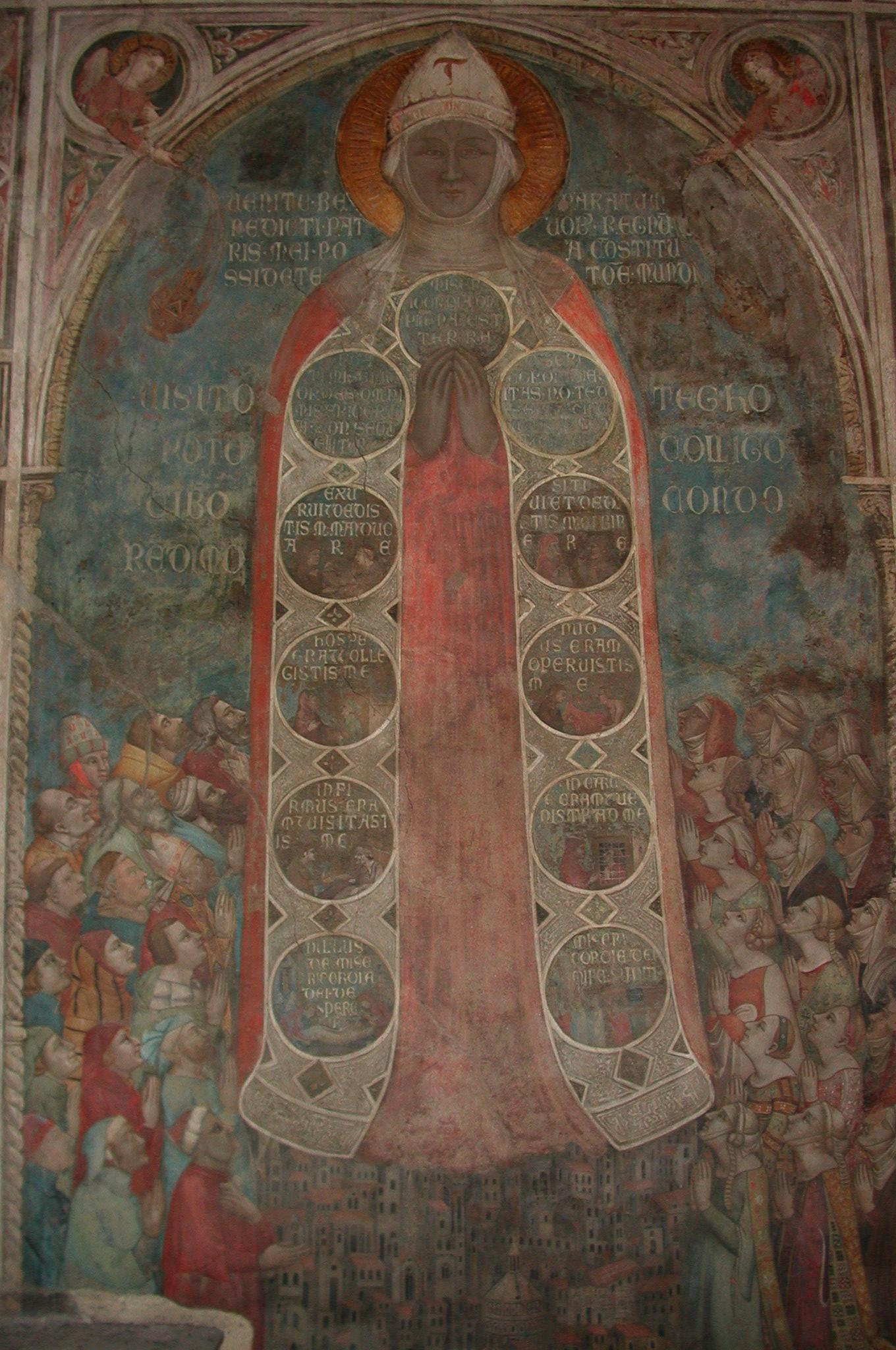
Madonna della Misericordia, Loggia del Bigallo, Florenz

Augustinus setzt der stoischen Tradition der Ataraxia (Unerschütterlichkeit) die christliche Barmherzigkeit entgegen und erklärt sie vom Affekt des Mitleids her:

„Was aber ist Mitleid anderes als das Mitempfinden fremden Elends in unserem Herzen, durch das wir jedenfalls angetrieben werden zu helfen, soweit wir können?“

Dieser Antrieb (motus) ist vernünftig, wenn die helfende Tat die Gerechtigkeit wahrt, und dient – wie alle Affekte – der Einübung in die Tugend.
Nach Thomas von Aquin besagt Mitleid, dass das eigene Herz am Leid des anderen mitleide („miserum cor' super miseria alterius“); misericordia ist eine Art der tristitia (Traurigkeit, Betrübnis), die sich aus der Liebe zum anderen erklärt. Ihrem Wesen nach ist sie beim Menschen zunächst eine Bewegung (motus) oder Regung des sinnlichen bzw. übersinnlichen Begehrungsvermögens, weshalb bei ihm auch von affectus misericordiae, d. i. von einem (sinnlichen wie übersinnlichen) Affekt des Mitleids gesprochen wird; in zweiter Linie stellt die misericordia eine Tugend dar. Bei Thomas zeigt sich deutlich die Unterscheidung von Mitleid als einem pathologischen, leiblich affektiven Phänomen, also einem Gefühl im engen Sinne, und einem durch die Vernunft bestimmten Mitleid: Das Mitleid ist eine Leidenschaft, wenn der sinnliche Antrieb (motus appetitus sensitivi) der allein bestimmende ist. Ist das Mitleiden dagegen nach der Vernunft geregelt als ein motus appetitus intellectivi, dann ist Mitleid eine Tugend.

### 17. und 18. Jahrhundert
Erst mit dem 17. und dann vor allem im 18. Jhd., in welchem das Mitleid zu einem zentralen sozialen Gefühl avanciert und zum Kernbestand einer Ethik der Gefühle gehört, bekommen die Überlegungen zum Mitleid systematische Relevanz.
René Descartes bezieht sich auf Aristoteles, wenn er das Mitleid als eine Art von Traurigkeit beschreibt, die dann erregt wird, wenn jemandem ein unverdientes Übel widerfährt. Dagegen äußert sich Thomas Hobbes negativ über das Mitleid und führt den Affekt auf ein selbstisches Interesse und die Furcht vor künftigem eigenen Leiden zurück. Er bezeichnet Mitleid als eine „perturbation animi“, die eine richtige Überlegung beeinträchtige. Auch Baruch de Spinoza lehnt das Mitleid ab:

„Mitleid ist bei einem Menschen, der nach der Leitung der Vernunft lebt, an sich schlecht und unnütz.“

Als Beweis führt Spinoza an, dass Mitleid als ein Gefühl der Trauer „an sich schlecht“ sei. Das Gute, das aus dem Mitleid folgt und darin besteht, dass wir den bemitleideten Menschen „von seinem Elend zu befreien streben“, wollen wir schon „nach dem bloßen Gebote der Vernunft vollbringen“.

#### Philosophie desMoral-Sense
Während Descartes, Hobbes und Spinoza das Mitleid nur kurz abhandeln, arbeiten David Hume und Adam Smith im Anschluss an Shaftesburys und Francis Hutcheson Philosophie des moral sense eine Theorie des Mitleids resp. sympathy aus, die – in der Zeit der Aufklärung entstanden – wirkungsgeschichtlich bedeutend für die Moralphilosophie ist.
David Hume geht davon aus, dass die Natur für eine Ähnlichkeit zwischen den Menschen gesorgt hat, welche die Voraussetzung dafür ist, den anderen verstehen zu können, und Bedingung dafür, sich die Gefühle des anderen zu eigen machen zu können. Die Einbildungskraft ermöglicht die Bildung einer entsprechenden Vorstellung von den Gefühlen des anderen, die sich in einen „Eindruck“ wandelt. Durch sympathy ist es uns möglich, uns in einen anderen hineinzuversetzen, dies gilt auch für Schmerz und Leid. Mitleid als ein spezieller Fall von sympathy, weist nach Hume folgende Eigenheiten auf: Mitleid hänge vom Anblick des bemitleideten Objekts ab. Es handele sich dabei um ein Gefühl, das eine gewisse Nähe voraussetze und ein zu großes Maß an Distanz nicht vertrage.
Adam Smith teilt Humes Auffassung, dass der Grund für die Anteilnahme am Schicksal anderer in der menschlichen Natur liegt: Mitleid stelle sich ein, sobald wir einen anderen leiden sehen oder uns sein Leiden lebhaft geschildert wird. Allerdings macht er auf den Unterschied aufmerksam, der darin besteht, dass der Schmerz, den wir beim Anblick des Leidens eines anderen empfinden, nicht der gleiche Schmerz ist, den der Leidende selbst empfindet. Die Rolle der Einbildungskraft für die Vorstellung tritt bei ihm gegenüber Hume noch verstärkt hervor: Die Gefühle der anderen sind für uns nicht unmittelbar erfahrbar, sondern nur vermittels eines Bildes, das wir uns davon machen, d. h. der Vorstellung, die wir uns von den Gefühlen machen:

„Mag auch unser eigener Bruder auf der Folterbank liegen, solange wir uns wohlbefinden, werden uns die Sinne niemals sagen, was er leidet.“

Sympathy bezeichnet nach Smith ein Mitgefühl (fellow feeling), „mit jeder Art von Affekten“ anderer. Der Sympathiebegriff bildet den Kern seiner Moralphilosophie.

#### Rousseau
Jean-Jacques Rousseau ist einer der Wegbereiter für den Begriff des Mitleids, wie er für die Moderne typisch ist. Nach Rousseau ist Mitleid ein präreflexiver (der Reflexion vorausliegender) Affekt, den er auch als Trieb bezeichnet. Dieser gründet – wie schon bei Hume und Smith – in der Natur und kann nach Rousseau deshalb auch bei Tieren beobachtet werden. Beim Mitleid handele es sich um „rein natürliche[s] Gefühl“ und es sei die einzige „natürliche Tugend“, die er dem „Wilden“ (d. i. der Mensch im Naturzustand) zuspricht. Der Aufklärer wendet sich explizit gegen Hobbes’ Menschenbild, der den Menschen im Naturzustand als des Menschen Wolf charakterisiert (homo homini lupus est): „Dem Menschen ist ein Trieb gegeben worden […] die Wildheit seiner Eigenliebe oder […] die Sorge für seine Erhaltung zu zähmen. Der angeborene Widerwille, seinesgleichen leiden zu sehen, mäßigt den Eifer für sein eigenes Wohlsein.“ Rousseau stellt ebenfalls den Aspekt der Anschaulichkeit des Leidens heraus und bestimmt Mitleid als Identifikation: „Unstreitig muss das Mitleid desto heftiger sein, je empfindungsfähiger das zuschauende Tier ist, sich an die Stelle des Leidenden zu setzen“. Im Naturzustand erscheint es anstelle der Gesetze und motiviert zur Hilfeleistung:

„Es ist also gewiß, daß das Mitleid ein natürliches Gefühl und der wechselseitigen Erhaltung des ganzen Geschlechts zuträglich ist, indem es bei jeder einzelnen Person die Wirksamkeit der Eigenliebe mäßigt. Diese Empfindung bringt uns dazu, daß wir einem jeden Leidenden ohne Überlegung Hilfe leisten; sie vertritt in dem Stande der Natur die Stelle der Gesetze, der Sitten und der Tugend, und hat noch dieses voraus, daß niemand in Versuchung kommt, ihrer süßen Stimme den Gehorsam zu versagen.“

Rousseau lehnt ausdrücklich eine Moralität ab, die ihre Maximen „in subtilen Vernunftschlüssen“ sucht nach Art der Goldenen Regel, und setzt dieser eine 'Maxime des Mitleids' entgegen: „Befördere dein Bestes, aber laß es andern so wenig zum Nachteil gereichen, als möglich ist“.

#### Lessing
Gotthold Ephraim Lessing interessiert am Mitleid vor allem die ästhetische Perspektive. Die zentrale Funktion der Literatur besteht für den Aufklärer Lessing in der Vermittlung von moralischen Lehrsätzen. Er zählt die Fähigkeit des Mitleidens zu den wichtigsten bürgerlichen Tugenden. Mitleid ist die Wirkung, die das Trauerspiel (d. i. eine Form 'bürgerlicher Tragödie') beim Zuschauer hervorrufen und die ihn reinigen soll, um ihn moralisch zu bessern: „Der mitleidigste Mensch ist der beste Mensch“.
Lessing entwickelt seine Theorie des Trauerspiels in Auseinandersetzung mit Aristoteles. Dabei greift er dessen wirkungsästhetische Bestimmungen auf, die darin bestehen, dass die Tragödie kathartische Wirkung erzielt, indem sie beim Zuschauer Mitleid und Furcht erregt (vgl. oben, dort auch zur Übersetzungsproblematik):

„Man hat ihn [Aristoteles] falsch verstanden, falsch übersetzt. Er spricht von Mitleid und Furcht, nicht von Mitleid und Schrecken; und seine Furcht ist durchaus nicht die Furcht, welche uns das bevorstehende Übel eines andern, für diesen andern, erweckt, sondern es ist die Furcht, welche aus unserer Ähnlichkeit mit der leidenden Person für uns selbst entspringt; es ist die Furcht, daß die Unglücksfälle, die wir über diese verhänget sehen, uns selbst treffen können; es ist die Furcht, daß wir der bemitleidete Gegenstand selbst werden können. Mit einem Worte: diese Furcht ist das auf uns selbst bezogene Mitleid.“

Er interpretiert Aristoteles dahingehend, dass es sich beim Affekt der Furcht nicht um das ganz andere des Mitleids, sondern um dessen erweiterte Form handelt. Furcht ist ein selbstbezügliches Mitleid, welches wir bei dem Gedanken verspüren, dass das auf der Bühne angeschaute Leid uns selbst auch treffen könnte. Lessing begründet seine These, indem er auf den schon von Aristoteles angeführten Aspekt unserer Ähnlichkeit bzw. Gleichheit mit dem Leidenden zurückgreift, der zur Identifikation notwendig ist. Diese Gleichheit bzw. Ähnlichkeit bedeutet nicht nur, dass wir uns in den Leidenden hineinversetzen und seine Gefühle verstehen können, sondern darüber hinaus, dass wir 'befürchten' müssen, leicht in die gleiche Leid verursachende Lage zu geraten. Um den Affekt der Furcht zu erregen, durch den das Mitleid erst zur Reife gelangt – wie Lessing es ausdrückt –, muss der tragische Held dem Zuschauer gleichen, er muss also einer von uns sein:

„Aus dieser Gleichheit entstehe die Furcht, daß unser Schicksal gar leicht dem seinigen eben so ähnlich werden könne, als wir ihm zu sein uns selbst fühlen: und diese Furcht sei es, welche das Mitleid gleichsam zur Reife bringe.“

Beim Mitleid, welches das Trauerspiel beim Zuschauer erregt, handelt es sich zunächst um ein episodisches (vorübergehendes) Gefühl. Um als moralisches Gefühl wirksam werden zu können, muss es nach Lessing in ein dauerhaftes Gefühl verwandelt werden. In dieser Transformation liegt das kathartische Moment, die eigentliche Aufgabe des Trauerspiels:

„Wenn es also wahr ist, daß die ganze Kunst des tragischen Dichtens auf die sichere Erregung und Dauer des einigen Mitleidens geht, so sage ich nunmehr, die Fähigkeit der Tragödie ist diese: sie soll unsere Fähigkeit, Mitleid zu fühlen, erweitern. Sie soll uns nicht blos lehren, gegen diesen oder jenen Unglücklichen Mitleid zu fühlen, sondern sie soll uns so weit fühlbar machen, daß uns der Unglückliche zu allen Zeiten, und unter allen Gestalten, rühren und für sich einnehmen muß. […] Der mitleidigste Mensch ist der beste Mensch, zu allen gesellschaftlichen, zu allen Arten der Großmuth der aufgelegteste. Wer uns also mitleidig macht, macht uns besser und tugendhafter, und das Trauerspiel, das jenes thut, thut auch dieses, oder – es thut jenes, um dieses thun zu können.“

Damit ist die Tragödie resp. das Theater moralisch gerechtfertigt, denn es fördere die Sittlichkeit des Menschen und mache ihn moralisch besser. Lessing bezieht in der seinerzeit heftig geführten Kontroverse um den moralischen Wert des Theaters eine Gegenposition zu Rousseau. Dieser kritisiert gerade den episodischen Charakter des beim Zuschauer erregten Mitleids, das nicht zur Hilfeleistung motiviert, und hält das Theater für unnütz, wenn nicht gar schädlich: 

„Ich höre sagen, die Tragödie führe zum Mitleid durch Furcht. Gut. Aber was ist das für ein Mitleid? Eine flüchtige und eitle Erschütterung, die nicht länger dauert als der Schein, der sie verursacht; ein Überrest einer natürlichen Empfindung […] ein unfruchtbares Mitleid, das sich mit seinen eigenen Tränen tränkt und niemals auch nur die geringste Handlung der Menschlichkeit hervorgebracht hat.“

Es ist vor allem der von Lessing erhobene moralische Anspruch der Kunst, der in der Tradition (bes. um 1800 im breiteren Rahmen der Diskussion um das Verhältnis von Kunst und Wirklichkeit) wirkmächtig wird. So formuliert z. B. Schiller ebendiesen Anspruch bereits im Titel seiner poetologischen Schrift: Die Schaubühne als eine moralische Anstalt betrachtet.

### 19. Jahrhundert

#### Schopenhauer
Arthur Schopenhauer ist der große Theoretiker des Mitleids innerhalb der Klassischen deutschen Philosophie. Mitleid betrachtet er, in Anlehnung an Rousseau, als ein ursprüngliches Gefühl, das alle leidensfähigen Wesen miteinander verbinde und auf Identifikation beruhe. Als einzige moralische Triebfeder bilde das Mitleid ein Gegengewicht zum Egoismus und eigne sich als Grundlage der Moral.

##### Mitleid als Weg zur Willensverneinung
In Schopenhauers pessimistischer Willensmetaphysik erfüllt das Mitleid eine wichtige systematische Funktion, insofern es zur Einsicht der Wesensidentität aller Lebewesen als Leidende führt (tat tvam asi) und so den Weg ebnet zur Willensverneinung. In seinem Hauptwerk Die Welt als Wille und Vorstellung ist das Mitleid kein rein präreflexiver Affekt, sondern die im Mitleid vollzogene Identifikation mit dem Leidenden ist eine Form der „Erkenntnis des fremden Leidens“, die erst „aus dem eigenen Leiden unmittelbar verständlich und diesem gleichgesetzt“ wird. Mitleid verstanden als caritas ist für Schopenhauer die einzige Form der Liebe; alle anderen so bezeichneten Gefühle sind Täuschung und dienen der Fortpflanzung und damit dem Egoismus: „alle wahre und reine Liebe ist Mitleid, und jede Liebe, die nicht Mitleid ist, ist Selbstsucht“. Für Schopenhauer lassen sich alle Formen des Mitleids letztlich auf Selbstmitleid zurückführen, das er im Phänomen des Weinens gegeben sieht:

„Wann wir nicht durch eigene, sondern durch fremde Leiden zum Weinen bewegt werden; so geschieht dies dadurch, daß wir uns in der Phantasie lebhaft an die Stelle des Leidenden versetzen oder auch in seinem Schicksal das Los der ganzen Menschheit und folglich vor allem unser eigenes erblicken und also durch einen weiten Umweg immer doch wieder über uns selbst weinen, Mitleid mit uns selbst empfinden.“

Beim Anblick des Leidens eines anderen (auch eines Tieres) identifizieren wir uns derart, dass wir im fremden Leid unser eigenes Leiden fühlen und erkennen. Ein bedeutsamer Schritt darüber hinaus und eine Erweiterung des Mitleids besteht darin, im angeschauten Leid das Leiden der ganzen Welt zu erkennen, und dieses wie das eigene nicht nur zu fühlen, sondern darin die Essenz des eigensten innersten Wesens zu erkennen:

„[…] ein solcher Mensch, der in allen Wesen sich, sein innerstes und wahres Selbst erkennt, auch die endlosen Leiden alles Lebenden als die seinen betrachten und so den Schmerz der ganzen Welt sich zueignen muß. Ihm ist kein Leiden mehr fremd. Alle Qualen anderer, die er sieht und so selten zu lindern vermag, alle Qualen, von denen er mittelbar Kunde hat, ja die er nur als möglich erkennt, wirken auf seinen Geist wie seine eigenen. […] Er erkennt das Ganze, faßt das Wesen desselben auf und findet es in einem […] beständigen Leiden begriffen, sieht, wohin er auch blickt, die leidende Menschheit, die leidende Tierheit und eine hinschwindende Welt. Dieses liegt ihm jetzt so nahe, wie dem Egoisten nur seine eigene Person.“

Mitleid ist in Schopenhauers Metaphysik also eine Form der Selbsterkenntnis. Letztlich ist es der Wille zum Leben, der sich selbst in seinem Wesen erkennt. Auf dieser Stufe des Mitleids wirkt es als „Quietiv“, d. h. als Gegenmotiv zur sich im Egoismus aussprechenden Willensbejahung und führt über den Zustand der „Resignation“ zur Willensverneinung.

##### Mitleid als Grundlage der Moral
In der Preisschrift Über die Grundlage der Moral arbeitet Schopenhauer das Mitleid systematisch zum Fundament der Moral aus. Seine Mitleidsethik richtet sich vor allem gegen die deontologische Ethik Kants, die dem Menschen vorschreiben wolle, wie sie zu handeln habe (siehe: Schopenhauers Kritik am kategorischen Imperativ). Dem gegenüber will Schopenhauer auf dem 'empirischen Weg' das Fundament der Ethik finden, indem er danach fragt: „ob es überhaupt Handlungen gibt, denen wir echten moralischen Wert zuerkennen müssen“. Deshalb muss nach der entsprechenden „Triebfeder“ gesucht werden, die zu einer moralischen Handlung motiviert. Eine solche Triebfeder, die einzig moralische überhaupt, findet Schopenhauer im Mitleid als einem „ethischen Urphänomen“ und einer „unleugbare[n] Tatsache des menschlichen Bewußtseins“.
Nach Schopenhauer gibt es „drei Grundtriebfedern“, auf die jede menschliche Handlung zurückzuführen ist: „a) Egoismus, der das eigene Wohl will (ist grenzenlos), b) Bosheit, die das fremde Wehe will (geht bis zur äußersten Grausamkeit, c) Mitleid, welches das fremde Wohl will (geht bis zum Edelmut und zur Großmut).“ Mitleid ist definiert als das „unmittelbare Motiviertwerden durch das Leiden des andern“ Schopenhauer präzisiert hier die für das Mitleiden notwendige Identifikation: „der Unterschied zwischen mir und jedem andern, auf welchem gerade der Egoismus beruht, [wird] wenigstens zu einem gewissen Grade aufgehoben“. Trotz Identifikation bleibt eine Distanz gewahrt, die durch die Erkenntnis möglich wird: „Da ich nun aber doch nicht in der Haut des anderen stecke, so kann ich allein vermittels der Erkenntnis, die ich von ihm habe, d. h. der Vorstellung von ihm in meinem Kopf, ich mich so weit mit ihm identifizieren, dass meine Tat jenen Unterschied als aufgehoben ankündigt“. Schopenhauer kritisiert die Vorstellung, dass wir uns im Mitleid „an die Stelle des Leidenden versetzen“ und seine Schmerzen als unsere empfinden:

„So ist es keineswegs; sondern es bleibt uns gerade jeden Augenblick klar und gegenwärtig, daß er der Leidende ist, nicht wir: und geradezu in seiner Person, nicht in unserer fühlen wir das Leiden […] Wir leiden mit ihm, also in ihm, wir fühlen seinen Schmerz als den seinen und haben nicht die Einbildung, daß er der unsrige sei.“

Als obersten Grundsatz der Ethik stellt Schopenhauer folgende Maxime auf (und widerspricht damit seinem oben formulierten Ansatz, gerade keine normative Ethik aufzustellen): „Neminem laede, imo omnes, quantum potes iuva!“ (Verletze niemanden, vielmehr hilf allen soviel du kannst!). An dieser Regel lassen sich nach Schopenhauer zwei Klassen von Handlungen unterscheiden, die auf zwei Grade des Mitleids verweisen: 1. Passiv führt es zur Unterlassung, indem es dem Egoismus entgegenwirkt (als Quietiv, vgl. oben) und uns davon abhält, „selbst Ursache fremder Schmerzen zu werden“. Hieraus entspringt die Gerechtigkeit als eine der „Kardinaltugenden“. 2. Einen höheren Grad erreicht das Mitleid, wenn es mich aktiv „zu tätiger Hülfe antreibt“. Hieraus entspringt die Kardinaltugend der Menschenliebe.
Das Mitleid ist bei Schopenhauer kein reines Gefühl. Dieses stellt zwar die Basis dar, soll aber in seiner erweiterten Form eine Erkenntnis sein, d. h. es ist mit Vernunft verbunden. Daher wird die Frage aufgeworfen, ob es sich bei Schopenhauers Mitleidsbegriff nicht vielmehr um eine Haltung (im Sinne eines 'kultivierten Gefühls') handelt. Schopenhauers Mitleidsethik wird in der Tierethik immer wieder diskutiert.

#### Nietzsches Kritik am Mitleid
Friedrich Nietzsche stand dem Mitleid ablehnend gegenüber. Im Gegensatz zu Schopenhauer betrachtet er dieses Phänomen jedoch aus der Perspektive dessen, der versucht, Mitleid bei seinen Mitmenschen zu erzeugen. Er nannte es ein „Bedürfnis der Unglücklichen“, mit dem „Zur-Schau-Tragen“ ihres Leides letztlich Macht über den Mitleidenden auszuüben. Aktiv Mitleid erzeugen zu wollen, stelle den Versuch einer Person dar, den Mitleidenden „wehe zu tun“, um die eigene Schwäche bis zu einem gewissen Grad zu kompensieren:

„Vielmehr beobachte man Kinder, welche weinen und schreien, damit sie bemitleidet werden, und deshalb den Augenblick abwarten, wo ihr Zustand in die Augen fallen kann; man lebe im Verkehr mit Kranken und Geistig-Gedrückten und frage sich, ob nicht das beredte Klagen und Wimmern, das Zur-Schau-tragen des Unglücks im Grunde das Ziel verfolgt, den Anwesenden weh zu tun: das Mitleiden, welches Jene dann äußern, ist insofern eine Tröstung für die Schwachen und Leidenden, als sie daran erkennen, doch wenigstens noch Eine Macht zu haben, trotz aller ihrer Schwäche: die Macht, wehe zu tun. Der Unglückliche gewinnt eine Art von Lust in diesem Gefühl der Überlegenheit, welches das Bezeugen des Mitleides ihm zum Bewusstsein bringt; seine Einbildung erhebt sich, er ist immer noch wichtig genug, um der Welt Schmerzen zu machen. Somit ist der Durst nach Mitleid ein Durst nach Selbstgenuss, und zwar auf Unkosten der Mitmenschen; es zeigt den Menschen in der ganzen Rücksichtslosigkeit seines eigensten lieben Selbst […]“

### 20. Jahrhundert
Max Scheler unterschied zwei Arten von Mitleid: das echte Mitleid und die reine Gefühlsansteckung. Bei letzterer leidet die betreffende Person.
Käte Hamburger vertrat in ihrem 1985 erschienenen Buch Das Mitleid die Position, dass das Mitleid ein ethisch neutrales Gefühl ist.
Ernst Klee (1980) und Klaus Dörner (1988) zeigten auf, dass die Krankenmörder im Nationalsozialismus sich als mitleidige Erlöser sahen und dabei ihr eigenes Leiden und Leidbringen in ihre Opfer auslagerten. In dem auf den 1. September 1939, dem Kriegsbeginn mit Polen, rückdatierten Führererlass war davon die Rede, dass „nach menschlichem Ermessen unheilbar Kranken bei kritischster Beurteilung ihres Krankheitszustandes der Gnadentod gewährt werden kann.“

„Im Mitleid steckt nicht nur Überheblichkeit, sondern auch die Verachtung gegenüber den Unbrauchbaren, denen eben nur noch Mitleid entgegengebracht wird.  Mitleid ist ein Todesurteil.  Denn Mitleid tötet.“

Mitbestimmendes und mitfühlendes Miteinander wurden als Gegengifte zur Haltung des tödlichen Mitleides vorgeschlagen. Die subtil geplante Tötungsmaschinerie erfolgte jedoch „ohne jede Gnade“.